# 拉卡班巴區
拉卡班巴區（西班牙語：Distrito de Lacabamba），是秘魯的一個區，位於該國北部安卡什大區的帕亞斯卡省，始建於1942年10月3日，面積64.68平方公里，海拔高度3,329米，2005年人口899，人口密度為每平方公里14人。